# Konsumentföreningen Norrort
Konsumentföreningen Norrort, "Konsum Norrort", mot slutet kallad Coop Medlem Norrort, var en svensk konsumentförening. Den omfattade Stockholms Norrort, specifikt kommunerna Vallentuna, Upplands Väsby, Knivsta, Järfälla, Sigtuna och Upplands-Bro.
Föreningen hade sitt kansli i "Konsumhuset" på Optimusvägen 21 i Upplands Väsby.

## Historik
Föreningen hade sitt ursprung i Konsumtionsföreningen Enighet som grundades den 14 oktober 1906 av arbetarna vid Wäsby Werkstäder. Den första butiken öppnade den 1 juni 1907. Namnet ändrades 1929 till Konsumtionsföreningen Väsby med omnejd.
År 1977 gick Konsumtionsföreningen Väsby med omnejd ihop med Järfälla konsumentförening för att bilda Konsum Norrort.
År 1992 överlät föreningen sina butiker till Gröna Konsum Stockholm AB, som huvudsakligen ägdes av KF och även inbegrep den större Konsumentföreningen Stockholms butiker. Konsum Norrort behöll inledningsvis en mindre ägarandel, men senare övertogs ägandet helt av KF.
År 2010 ändrades namnet till Coop Medlem Norrort.
I maj 2013 beslutade Coop Medlem Norrort om fusion med Konsumentföreningen Stockholm.